# Rejon bołgradzki (1940–2020)
Rejon bołgradzki – jednostka administracyjna wchodząca w skład obwodu odeskiego Ukrainy.
Rejon utworzony w 1940, ma powierzchnię 1364 km² i liczy około 67 tysięcy mieszkańców. Siedzibą władz rejonu jest Bołgrad.
Na terenie rejonu znajdują się 1 miejska rada i 18 silskich rad, obejmujących w sumie 22 miejscowości.

## Miejscowości rejonu
- (Баннівка)
- Bołgrad (Болград)
- (Червоноармійське)
- (Дмитрівка)
- (Голиця)
- (Городнє)
- (Калчева)
- (Коса)
- (Криничне)
- (Нове Жовтневе)
- (Нові Трояни)
- (Оксамитне)
- (Олександрівка)
- (Оріхівка)
- (Табаки)
- (Тополине)
- (Василівка)
- (Виноградівка)
- (Виноградне)
- (Владичень)
- (Залізничне)
- (Жовтневе)